# فريق التهام الفضة للاستعراص الجوي
فريق التهام الفضة للاستعراص الجوي، (بالإنجليزية: Silver Swallows)‏. هو فريق استعراضات الجوية سلاح الجو الأيرلندية. نشط من عام 1986 حتى عام 1998.

## الفريق
تم تجهيز الفريق بأربعة مدربين لطائرة Fouga CM170 Magister ، وتم سحبهم من سرب إضراب خفيف من سلاح الجو الايرلندي ومقره في Casement Aerodrome ، Baldonnel بالقرب من دبلن. وقد اشتق اسم فضة يبتلع من لون الطائرة، و "ذيل على شكل V'الطائرة الماجستير طار الفريق. طوال تاريخه كان يعمل الفريق على أساس عدم التفرغ، مع واجبات عرض الفريق يجري الثانوية إلى الأدوار الأساسية للضوء إضراب السرب.